# Frank Lyga
 (juillet 2018).
Frank Lyga est un officier de la division de Hollywood, au sein du Los Angeles Police Department (LAPD), impliqué dans le scandale Rampart.

## Confrontation avec Kevin Gaines
Kevin Gaines fut abattu, le 18 mars 1997 par Frank Lyga et il fut reconnu que celui-ci avait agi en état de légitime défense. Au moment de sa mort, Gaines était lui aussi un officier du LAPD qui avait noué des liens avec le label Death Row Records, le gang des Bloods et vivait avec l' ex-épouse de Suge Knight .
Lyga et d'autres membres de son équipe remontaient la piste d'un dealer présumé de méthamphétamine. Pour cela, Lyga utilisait une Buick Regal banalisée en attendant qu'un deal de drogue arrive, afin qu'il puisse suivre les suspects et procéder aux arrestations nécessaires. Mais, l'opération fut annulée et Lyga rentra au poste afin de faire son rapport.
Alors qu'il se trouvait sur Ventura, un SUV conduit par Gaines se rangea à sa portée et celui-ci menaça le conducteur de la Buick avec une arme. En réponse, Lyga dit à Gaines de s'arrêter mais alors que celui-ci obtempérait, Lyga continua sa route; Gaines le poursuivit, le SUV se faufilant à travers la circulation jusqu'à s'approcher de nouveau de la voiture de Lyga. 
Le policier, appela des renforts par radio et se prépara à se défendre. Devant le comportement plus qu'agressif de l'occupant du SUV et sentant sa vie, en danger, Lyga fit feu, deux fois: le premier tir manqua sa cible, mais le second frappa le conducteur juste au-dessous de son aisselle droite, perforant son cœur avant d'atteindre le poumon. Gaines, mortellement touché, fit s'arrêter son véhicule en allant percuter une station essence. Lyga le suivit et s'identifia comme officier de police. Il demanda à un client d'appeler le numéro d'urgence du LAPD.
Bientôt, une unité de la California Highway Patrol arriva, suivie par le capitaine de Lyga et les autres membres de son équipe. Quand Lyga attendit les instructions, il fut informé par son commandant, Dennis Zuener, que Kevin Gaines était un de ses homologues.

## Conséquences de la mort de Gaines
Au lendemain de la mort de Gaines, une frénésie médiatique s'empara de l'affaire. Un groupe d'Afro-Américains, menés par les anciens partenaires de Gaines, Derwin Henderson et Bruce Stallworth, se rendirent sur les lieux de l'incident et commencèrent une enquête officieuse. Trois jours après, Johnnie Cochran, Jr intervint, en tant qu'avocat de la famille de Gaines pour requérir contre Frank Lyga et la ville de Los Angeles. Cochran déposa une réclamation de vingt-cinq millions de dollars contre la ville, accusant Lyga d'être un « agent de police agressif et dangereux » qui n'avait pas demandé une assistance médicale immédiate pour Gaines, contribuant à sa mort, et qu'il avait conspiré à « cacher et déformer les faits réels concernant l'incident ».
Le détective a dit que ni l'un ni l'autre ne savait que l'autre était un policier. Cependant, Lyga a révélé sur l'enregistrement que les deux s'étaient prétendument rencontrés précédemment pendant le service. « C'est comme ça que Gaines m'a connu », a-t-il dit.
Le département de police de Los Angeles annonça qu'une enquête serait mené sur les performances de Lyga comme officier de police. Le policier fut assigné à un travail administratif par le commandant de la division des stupéfiants. Il fut état de 40 incidents de recours à la force, douteux, mais Lyga avait été innocenté dans quatre des cas, les autres furent classés comme non fondés. Il fut également soumis à un interrogatoire afin de détecter, pour chaque cas, des signes de préjugés raciaux. Cependant, aucun indice déterminant ne fit jour. 
Le procureur de district, Gil Garcetti, ouvrit une enquête sur la fusillade. Des témoins confirmèrent le récit de Lyga, ainsi qu'une caméra de surveillance au mini-marché. L'enquête du District Attorney statua finalement que Lyga n'était pas pénalement responsable. Trois mois après l'incident, l'enquête des affaires internes rendit son rapport et statua que Lyga avait agi conformément à la politique du département, et le comité ne réclama aucune action disciplinaire.
La décision, cependant, fut reportée en attendant les résultats d'une reconstitution numérique de la fusillade. En novembre 1997, le chef du LAPD, Bernard Parks rapporta que le tir était dans les limites de ce la politique du LAPD, tolérait et qu'aucune action ne serait prise contre Lyga. Il fut autorisé à reprendre son travail d'infiltration en juin 1997, ce qu'il a fait avec une certaine amertume.

## Vol d'un stock de drogue
Quelques mois après, Lyga se retrouva de nouveau sous le coup d'une enquête. Le 27 mars 1998, une livre de cocaïne confisquée par Lyga fut retrouvée manquante dans la salle des preuves.
Les enquêteurs remontèrent la piste de Rafael Perez, un autre officier du LAPD , qu'ils soupçonnaient alors de cibler Lyga en représailles de la mort de Gaines. L'arrestation de Perez et la mort de Gaines débouchèrent sur le scandale Rampart.

## Licenciement
À la suite de propos controversés, Frank Lyga fut licencié par le chef du département de police de Los Angeles, Charlie Beck, en Octobre. Le 26 juin 2014, Lyga avait été placé sous congé administratif après des allégations racistes. Mais avant que le décret n'entra en vigueur, Lyga prit sa retraite après 26 ans de carrière.